# 谢普塞斯卡弗
谢普塞斯卡弗（英语）古埃及古王国时期第四王朝的国王（约公元前2503年—约公元前2498年在位）。作为儿子继承了父王的王位。他的名字意思是“灵魂高贵。”他打破传统，在萨卡拉建造他的陵墓，规模较小。